# Lichteneiche
Lichteneiche ist ein Gemeindeteil der Gemeinde Memmelsdorf im oberfränkischen Landkreis Bamberg in Bayern. In der etwa 39 Hektar großen Siedlung leben gut 2100 Einwohner.

## Geografie
Nachbarorte sind im Nordwesten Gundelsheim, im Osten Weichendorf (Gemeinde Memmelsdorf) und Memmelsdorf, im Westen Bamberg.

## Geschichte
Zur Unterbringung von Flüchtlingen und Vertriebenen wurde im Osten der Stadt Bamberg auf der Gemarkung der Gemeinde Memmelsdorf die Siedlung Lichteneiche gegründet. Die ersten Bewohner konnten ihr neues Heim 1954 beziehen. In den Folgejahren entwickelte sich Lichteneiche zu einer typischen Vorstadtsiedlung.
Lichteneiche ist der jüngste Sprengel der Pfarrei Mariä Himmelfahrt. Dort wurde die Kirche Heilig Geist in Form eines Schiffsbugs errichtet und 1965 geweiht.

### Verkehrsanbindung
Lichteneiche liegt südöstlich des Autobahnkreuzes Bamberg. Westlich davon verläuft die A 73 und nördlich die A 70. Direkt erreichbar ist Lichteneiche von der Staatsstraße 2190 von Bamberg nach Scheßlitz.

## Einrichtungen
- Katholische und evangelische Kirche
- Kindergarten
- Grundschule
- Sporthalle mit Hallenbad
- Altersheim
- Sport-Club Lichteneiche, gegründet 1955